# Hugh Hunt
Pour les articles homonymes, voir Hunt.
Hugh Brinkley Hunt Jr. (connu comme Hugh Hunt) est un chef décorateur américain, né le 8 mars 1902 à Memphis (Tennessee), mort le 1er septembre 1988 à San Diego (Californie).

## Biographie
Au cinéma, Hugh Hunt mène quasiment toute sa carrière à la Metro-Goldwyn-Mayer ; le premier de ses soixante-dix-neuf films américains comme décorateur est David Copperfield de George Cukor (1935) ; le dernier est La Guerre des bootleggers de Richard Quine (production indépendante, 1970).
Dans l'intervalle, il contribue notamment au genre du peplum, avec Quo vadis de Mervyn LeRoy (1951), Jules César de Joseph L. Mankiewicz (1953) et Ben-Hur de William Wyler (1959).
Citons également Le Portrait de Dorian Gray d'Albert Lewin (1945), Cas de conscience de Richard Brooks (1950), Planète interdite de Fred M. Wilcox (1956), L'Arbre de vie d'Edward Dmytryk (1957), La Ruée vers l'Ouest d'Anthony Mann (1960), ou encore Le Kid de Cincinnati de Norman Jewison (1965).
Pour la télévision, Hugh Hunt travaille sur les décors de deux séries, The Lieutenant (en) (un épisode, 1963) et Des agents très spéciaux (deux épisodes, 1967).
Les films pré-cités Jules César et Ben-Hur lui permettent chacun de gagner un Oscar des meilleurs décors ; et il obtient dans la même catégorie dix autres nominations (voir détails ci-dessous).

## Filmographie

### Cinéma (sélection)
- 1935 : David Copperfield (Personal History, Adventures, Experience, and Observation of David Copperfield the Younger) de George Cukor
- 1936 : Une fine mouche (Libeled Lady) de Jack Conway
- 1940 : La Fièvre du pétrole (Boom Town) de Jack Conway
- 1942 : Panama Hattie de Norman Z. McLeod, Roy Del Ruth et Vincente Minnelli
- 1942 : Tennessee Johnson de William Dieterle

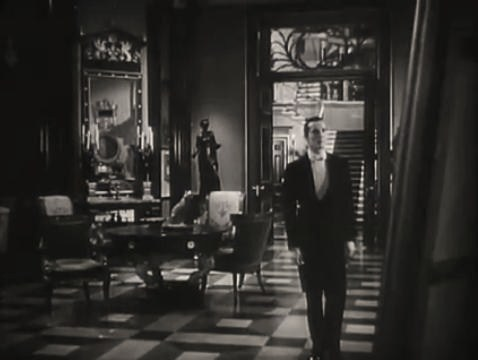
Décor pour Le Portrait de Dorian Gray (1945, avec Hurd Hatfield)

- 1943 : Un petit coin aux cieux (Cabin in the Sky) de Vincente Minnelli et Busby Berkeley
- 1943 : Un espion a disparu (Above Suspicion) de Richard Thorpe
- 1943 : Et la vie continue (The Human Comedy) de Clarence Brown
- 1943 : Madame Curie (titre original) de Mervyn LeRoy
- 1944 : Les Fils du dragon (Dragon Seed) de Jack Conway et Harold S. Bucquet
- 1945 : Le Portrait de Dorian Gray (The Picture of Dorian Gray) d'Albert Lewin
- 1946 : La Double Énigme (The Dark Mirror) de Robert Siodmak
- 1949 : Le Défi de Lassie (Challenge to Lassie) de Richard Thorpe
- 1949 : Le Danube rouge (The Red Danube) de George Sidney
- 1949 : L'Île au complot (The Bribe) de Robert Z. Leonard
- 1949 : Big Jack de Richard Thorpe
- 1950 : Kim de Victor Saville
- 1950 : Cas de conscience (Crisis) de Richard Brooks
- 1951 : Angels in the Outfield de Clarence Brown
- 1951 : Quo vadis de Mervyn LeRoy
- 1951 : Proprement scandaleux (Strictly Dishonorable) de Melvin Frank et Norman Panama
- 1952 : Capitaine sans loi (Plymouth Adventure) de Clarence Brown
- 1952 : Mademoiselle Gagne-Tout (Pat and Mike) de George Cukor
- 1953 : Jules César (Julius Caesar) de Joseph L. Mankiewicz
- 1953 : Vicky (Scandal at Scourie) de Jean Negulesco
- 1953 : La Perle noire (All the Brothers Were Valiant) de Richard Thorpe
- 1954 : Rhapsodie (Rhapsody) de Charles Vidor
- 1954 : Les Sept Femmes de Barbe-Rousse (Seven Brides for Seven Brothers) de Stanley Donen
- 1955 : Une femme en enfer (I'll Cry Tomorrow) de Daniel Mann
- 1955 : La Chérie de Jupiter (Jupiter's Darling) de George Sidney
- 1955 : Beau fixe sur New York (It's Always Fair Weather) de Stanley Donen et Gene Kelly

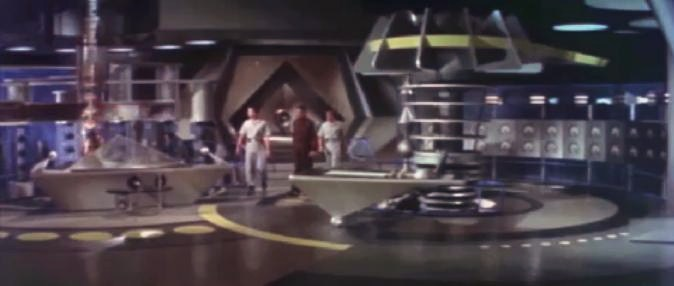
Décor pour Planète interdite (1956)

- 1956 : Le Repas de noces (The Cattered Affair) de Richard Brooks
- 1956 : La Petite Maison de thé (The Teahouse of the August Moon) de Daniel Mann
- 1956 : Planète interdite (Forbidden Planet) de Fred M. Wilcox
- 1957 : La Belle de Moscou (Silk Stockings) de Rouben Mamoulian
- 1957 : L'Arbre de vie (Raintree County) d'Edward Dmytryk
- 1958 : La Vallée de la poudre (The Sheepman) de George Marshall
- 1959 : Ben-Hur de William Wyler
- 1960 : Les Rats de caves (The Subterraneans) de Ranald MacDougall
- 1960 : Anna et les Maoris (Two Loves) de Charles Walters
- 1960 : La Ruée vers l'Ouest (Cimarron) d'Anthony Mann
- 1960 : Ces folles de filles d'Ève (Where the Boys Are) d'Henry Levin
- 1962 : Doux oiseau de jeunesse (Sweet Bird of Youth) de Richard Brooks
- 1962 : Les Révoltés du Bounty (Mutiny on the Bounty) de Lewis Milestone
- 1962 : La Plus Belle Fille du monde ou Jumbo, la sensation du cirque (Billy Rose's Jumbo) de Charles Walters
- 1963 : Le Motel du crime (Twilight of Honor) de Boris Sagal
- 1964 : Le Cirque du docteur Lao (7 Faces of Dr. Lao) de George Pal
- 1964 : La Reine du Colorado (The Unsinkable Molly Brown) de Charles Walters
- 1965 : Le Kid de Cincinnati (The Cincinnati Kid) de Norman Jewison
- 1966 : La blonde défie le FBI (The Glass Bottom Boat) de Frank Tashlin
- 1967 : Le Pistolero de la rivière rouge (The Last Challenge) de Richard Thorpe
- 1967 : Croisière surprise (Double Trouble) de Norman Taurog
- 1967 : Minuit sur le grand canal (The Venetian Affair) de Jerry Thorpe
- 1968 : Espions en hélicoptère (The Helicopter Spies) de Boris Sagal
- 1968 : Les Corrupteurs (Sol Madrid) de Brian G. Hutton
- 1969 : Cargaison dangereuse (The Wreck of the Mary Deare) de Michael Anderson
- 1969 : La Valse des truands (Marlowe) de Paul Bogart
- 1970 : La Guerre des bootleggers (The Moonshine War) de Richard Quine

### Séries télévisées (intégrale)
- 1963 : The Lieutenant, saison unique, épisode 5 A Very Private Affair de Buzz Kulik
- 1967 : Des agents très spéciaux (The Man from U.N.C.L.E.), saison 4, épisodes 4 et 5 Espions en hélicoptère, 1re et 2e parties (The Prince of Darkness, Parts I & II) de Boris Sagal

## Distinctions

### Récompenses
- Oscar des meilleurs décors :
  - En 1954, catégorie noir et blanc, pour Jules César
  - Et en 1960, catégorie couleur, pour Ben-Hur

### Nominations
- Oscar des meilleurs décors :
  - En 1944, catégorie noir et blanc, pour Madame Curie
  - En 1946, catégorie noir et blanc, pour Le Portrait de Dorian Gray
  - En 1951, catégorie noir et blanc, pour Le Danube rouge
  - En 1952, catégorie couleur, pour Quo vadis
  - En 1958, pour L'Arbre de vie
  - En 1961, catégorie couleur, pour La Ruée vers l'Ouest
  - En 1963, catégorie couleur, pour Les Révoltés du Bounty
  - En 1964, catégorie noir et blanc, pour Le Motel du crime
  - En 1965, catégorie couleur, pour La Reine du Colorado
  - Et en 1969, catégorie noir et blanc, pour Mister Buddwing